# مقاطعة كلاود (كانساس)
مقاطعة كلاود (بالإنجليزية: Cloud County)‏ هي إحدى المقاطعات في ولاية كانساس، الولايات المتحدة الأمريكية.